# Seyfor
Seyfor, a. s. (dříve Solitea, a.s.), je softwarová společnost založená v roce 1990 pod jménem Cígler Software. Zabývá se vývojem, implementací a podporou účetních, ekonomických a podnikových informačních systémů Money a patří k předním distributorům na českém a slovenském trhu; kromě toho vyvíjí i řešení pro řízení pokladního prodeje. Vedle klasických desktopových aplikací se zaměřuje i na moderní řešení založené na cloud computingu či aplikace pro mobilní telefony platforem iOS, Windows Phone a Android.

## Historie a struktura
Společnost byla založena jako malá brněnská firma Martinem Cíglerem v roce 1990, kdy neměla žádné další zaměstnance a zabývala se vývojem účetního programu Money, od té doby se však výrazně rozrostla. V roce 2003 byla Solitea Česká republika certifikovaná podle norem ISO 9001, v roce 2007 se rozšířilo portfolio o segment středních a větších firem díky ERP systému Money S5. V roce 2011 se firma posunula k řešením založeným na cloud computingu službou iDoklad, která byla ihned oceněna Microsoftem a získala ocenění Microsoft Awards.[nedostupný zdroj]
V dnešní době společnost zaměstnává přes 130 mateřských zaměstnanců ve čtyřech pobočkách u nás a dvou na Slovensku. V roce 2010 navíc za dotační podpory Evropské unie vybudovala nové sídlo společnosti s rozsáhlými školícími a vzdělávacími prostorami, společnost tak patří v dnešní době mezi nejvýznamnější distributory účetních a ekonomických systémů u nás a na Slovensku. Od roku 2005 Solitea Česká republika disponuje nejvyšším stupněm certifikace společnosti Microsoft (Microsoft Gold Certified Partner) a byla zařazena do žebříčku CZECH TOP 100, spolupracuje s německou společností Datev eG a její zakladatel Martin Cígler byl v roce 2006 vyhlášen osobností roku české informatiky a telekomunikací. V současné době se pak provoz rozšiřuje i do dalších států, verze programů jsou například v maďarštině, bulharštině či italštině; jak uvádí Martin Cígler, větší překážkou než jazykové mutace jsou legislativní rozdíly mezi jednotlivými zeměmi i v rámci Evropské unie.
Od roku 2014 je společnost součástí holdingu Solitea, a.s. Ten pak ve stejném roce oznámil akvizici původního českého distributora informačních systémů Altus software poté, co zde koupil 100% podíl. Spolu s novým produktem Altus Vario, informačním systémem pro středně velké podniky, tak společnost Solitea Česká republika rozšířila svou působnost i do oblasti výroby.
V roce 2017 změnila firma svůj dosavadní název CÍGLER SOFTWARE, a.s., na Solitea Česká republika, a.s. Celý holding Solitea v tomto roce zaměstnával přes 600 zaměstnanců ve 14 zemích a obsluhoval přes 250 000 zákazníků. V roce 2020 pak byla samostatná společnost Solitea Česká republika sloučena do společnosti Solitea. V roce 2022 pak Solitea změnila svůj název na Seyfor.

## Produkty
- Money S3. Money S3 je běžným účetním programem pro menší a střední společnosti. Jedná se o nástupce předchozích verzí systému, například Money 97, Money 2000 aj. Obsahuje základní rozšíření potřebné pro vedení účetnictví a souvisejících agend.[20]
- Money S4. V roce 2009 byl pod názvem Money S4 zveřejněn informační systém na bázi SQL Serveru, avšak standardizovaný pro rychlé nasazení. Jedná se o nižší verzi systému Money S5.[21]
- Money S5. Nejvyšší systém z řady Money nese označení Money S5 a jedná se o moderní řešení postavené nad SQL databází, dodávané implementačně na míru zákazníkovi. Mezi uživatele systému spadají i velké podniky s obsáhlým obratem jako některé dceřiné společnosti ČEZ[22] a další.
- Prodejna SQL. V roce 2008 byl vyvinuto řízení pokladního prodeje Prodejna SQL (dříve Prodejna S5).[23] Ten zasahuje široké spektrum obchodníků od malých živnostníků až po větší prodejní sítě.[24] Samotný prodej se uskutečňuje nejčastěji prostřednictvím dotykových terminálů.
- Money Dnes. Solitea Česká republika se zabývá i řešeními pro chytré telefony iPhone. Aplikace Money Dnes slouží pro čtení dat z účetních systémů, finanční lustraci obchodních partnerů atd.[4][nedostupný zdroj]
- iDoklad je nejnovější službou z dílny Solitea Česká republika, založenou na technologii cloud computingu. Jde o elektronickou fakturaci bez nutnosti instalace na lokální počítač.[25] Brzy po uvedení na trh byl systém několikrát oceněn, poprvé v regionálním kole Microsoft Awards 2011,[26] vzápětí pak na celosvětovém finále „cloudových“ aplikací pro Windows Azure Your Business Your Fame – Inspiring Cloud Innovation v Los Angeles.[27]